# Lutte aux Jeux paralympiques
La lutte handisport aux Jeux paralympiques est une épreuve paralympique, qui est un dérivé de la lutte libre pour les personnes ayant une déficience visuelle.
La discipline est présente en 1980 et 1984 :
- à Arnhem, 10 concurrents sont recensés officiellement[1] ;
- à New-York, 19 participants sont recensés au tournoi[2].

Ken Sparks et James Mastro sont deux lutteurs ayant été médaillés aux deux olympiades. Beaucoup de sportifs étaient engagés dans d'autres épreuves d'athlétisme comme James Mastro qui remporta plusieurs médailles notamment en lancer de poids.
À partir de 1988, la discipline est supprimée au profit du Judo handisport.

## Épreuves
Les catégories, exclusivement masculines, sont uniquement celle lié au poids des compétiteurs
| Discipline | Édition | Or                | Argent               | Bronze          |
| ---------- | ------- | ----------------- | -------------------- | --------------- |
| -48 kg     | 1980    | W. Gill           | Non attribuée        | Non attribuée   |
| -48 kg     | 1984    | Wayne Bell        | Shaible              | Non attribuée   |
| -52 kg     | 1980    | Ken Sparks        | Non attribuée        | Non attribuée   |
| -52 kg     | 1984    | Darly Podacheenie | Chris Gabriel        | Non attribuée   |
| -57 kg     | 1980    | S. Breddlove      | Non attribuée        | Non attribuée   |
| -57 kg     | 1984    | Ken Sparks        | Gord Hope            | Non attribuée   |
| -62 kg     | 1980    | Rick Futrell      | Non attribuée        | Non attribuée   |
| -62 kg     | 1984    | Keith West        | Pier Morten          | Rolando Vazquez |
| -68 kg     | 1980    | Gerald O'Neil     | Non attribuée        | Non attribuée   |
| -68 kg     | 1984    | Eddie Morten      | Winford Haynes       | Non attribuée   |
| -74 kg     | 1980    | Non attribuée     | P. Moreton           | Non attribuée   |
| -74 kg     | 1984    | Jack Gibbs        | Frank Dipierdomenico | Non attribuée   |
| -82 kg     | 1980    | Eduardo Bordley   | Non attribuée        | Non attribuée   |
| -82 kg     | 1984    | George Morris     | Wayne Prymych        | Non attribuée   |
| -90 kg     | 1980    | S. Klein          | Non attribuée        | Non attribuée   |
| -90 kg     | 1984    | Garland Burress   | Dave Duncan          | Non attribuée   |
| -100 kg    | 1980    | Dave Sime         | Non attribuée        | Non attribuée   |
| -100 kg    | 1984    | James Mastro      | Ernst Wurnig         | Non attribuée   |
| +100 kg    | 1980    | James Mastro      | Non attribuée        | Non attribuée   |
| +100 kg    | 1984    | NC                | NC                   | NC              |